# Ibanski jezici
Ibanski jezici podskupina malajičkih jezika koji se govore u Maleziji (Sarawak) i Indoneziji (Kalimantan). 
Čine ju 6 jezika, i to: balau [blg], 5,000 (Wurm and Hattori 1981); iban [iba], 694.400; mualang [mtd], 40.000 (2007 Tjia); remun ili milikin [lkj], 3.500 (SIL; sebe nazivaju Remun Iban); seberuang [sbx], 37.000 (2007 SIL); i sebuyau [snb], 9.000 (Wurm and Hattori 1981).
Malajičku skupinu čine zajedno s malajskim i Kendayan jezicima.

## Vanjske poveznice
- Ethnologue (14th)
- Ethnologue (15th)